# اریک مومبرتس
اریک مومبرتس (انگلیسی: Erick Mombaerts؛ زادهٔ ۲۱ آوریل ۱۹۵۵) بازیکن فوتبال اهل فرانسه است.
از باشگاه‌هایی که در آن بازی کرده‌است می‌توان به باشگاه فوتبال لانس اشاره کرد.